# Las Huelgas
Das königliche Kloster Santa María la Real de Las Huelgas (lat. Abbatia B.M.V. Huelguensis Burgensium) ist eine Zisterzienserinnenabtei und liegt 1,5 Kilometer westlich der Stadt Burgos an der Avenida del Monasterio de las Huelgas.

## Geschichte
Der kastilische König Alfons VIII. (regierte 1158–1214) und seine Ehefrau Eleonore Plantagenet gründeten 1187 in der Nähe von Burgos an der Stelle, an der sich bis dahin eine königliche Lustresidenz befunden hatte, die Abtei Santa María la Real, besser bekannt als Las Huelgas Reales (übersetzt etwa „königliches Freizeitdomizil“). Die Arbeiten am Kloster begannen noch im Jahre 1187 und wurden in der zweiten Hälfte des 13. Jahrhunderts abgeschlossen.
Der 1186–1189 amtierende Abt Wilhelm II. von Cîteaux (auch unter seinem französischen Namen Guillaume II. de la Prée bekannt) gab im September des Jahres 1187 seine Zustimmung zur Gründung des Nonnenklosters, wobei er festlegte, dass die Nonnen selbst einen oder zwei Äbte aus regionalen männlichen Zisterzienserabteien zu ihren Visitatoren bestimmen durften. Eleonora, die Tochter Eleonore von Aquitaniens und des englischen Königs Heinrich II., hatte wesentlichen Anteil daran, diese bevorzugte Behandlung des Klosters durchzusetzen (andere Konvente konnten ihre Visitatoren nicht auswählen).
Die ersten Nonnen kamen aus der Trappistinnenabtei Tulebras im Königreich Navarra, die 1157 gegründet worden war; erste Äbtissin war Doña Misol. Alfons VIII. sah seine Gründung als Haupt einer Kongregation, in die die anderen kastilischen Zisterzienserinnenklöster aufgenommen werden sollten.
Das Kloster Las Huelgas wurde von seinen Gründern reich beschenkt, es erhielt 49 Güter, darunter das Hospital del Rey in unmittelbarer Nähe. Seit 1199 diente die Klosterkirche als Begräbnisstätte der königlichen Familie. Die Abtei besaß ein umfangreiches Herrschaftsgebiet, in dem sie die weltliche und geistliche Jurisdiktion ausübte und unabhängig von den Bischöfen von Burgos agierte.
Machtfülle und Reichtum des Klosters führten auch dazu, dass mit der Zeit eine bedeutende Bibliothek entstand. Die Abtei besitzt unter anderem ein Lektionar aus dem Skriptorium der nahe gelegenen Zisterzienserabtei San Pedro de Cardeña, eine Bibel aus dem Jahr 1181, einen Kommentar zu Apokalypse des Beatus von Liébana aus dem Jahr 1220 sowie eine Abschrift der Benediktinerregel aus dem Jahr 1246.
Die Zisterzienserinnen von Las Huelgas gehören mittlerweile zur Kongregation von San Bernardo. Das bauliche Ensemble ist ein nationales Kunstdenkmal.

## Sonderstellung der Äbtissin von Las Huelgas
Vom zisterziensischen Generalkapitel 1189 wurde der Äbtissin die Obrigkeit über das Königreich Leon und Kastilien übertragen. Sie war Grundherrin über 60 Herrschaften und Ortschaften sowie Administratorin der königlichen Stiftung in geistlichen und zeitlichen Belangen. Die Äbtissin von Las Huelgas trug zeitweise den Titel prelatus und leitete ihren Sprengel wie ein Bischof. Sie erließ litterae dimissoriae, um Kandidaten zur Priesterweihe zuzulassen, bestellte Pfarrer, erteilte die Beicht- und Predigtvollmacht, zensurierte Bücher und dispensierte von Ehehindernissen. Der Heilige Stuhl erteilte den Äbtissinnen – wie den Bischöfen auch – die entsprechenden Quinquennalfakultäten. Kirchengeschichtlich bedeutsam ist das Beispiel der Äbtissinnen von Las Huelgas auch deshalb, weil es zeigt, dass die potestas jurisdictionis (die Leitungsvollmacht) einer Ortskirche auch Frauen übertragen werden konnte. Die Leitungsvollmacht wurde im Zuge des Zweiten Vatikanischen Konzils jedoch an die Weihevollmacht geknüpft, demgemäß kann sie nur noch geweihten Amtsträgern zukommen.
Die de facto bischöfliche Jurisdiktion der Äbtissinnen von Las Huelgas wurde insbesondere innerkirchlich nicht gern gesehen. Denn zum einen schränkte sie die Macht des Bischofs von Burgos ein. Zum anderen störte und verstörte sie in einer männerdominierten Kirche. 1873, drei Jahre, nachdem das Erste Vatikanische Konzil den Jurisdiktionsprimat definiert hatte, entzog Papst Pius IX. den Äbtissinnen von Las Huelgas die über die Abtei hinausreichende Jurisdiktion.

## Kirche

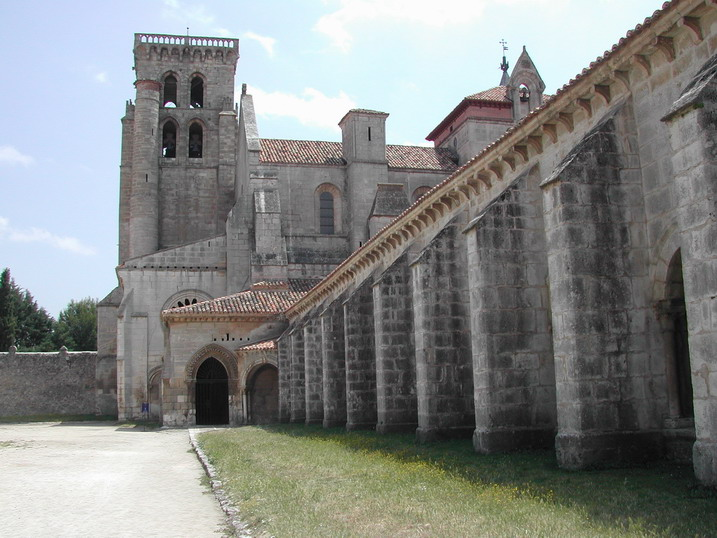
Das Kloster Las Huelgas

Das Äußere der Kirche weist die klaren Linien der Kunst der Zisterzienser auf. Im Inneren ist sie durch eine Abtrennung zwischen den Bereichen der Gläubigen und der Nonnen in zwei Teile geteilt. Diese wird auf der Seite des Kirchenschiffs durch eine Kreuzabnahme aus dem 13. Jahrhundert überragt. In der zentralen Kapelle hinter dem großen Altar befindet sich ein Barock-Retabel aus dem Jahr 1665, auf dem die Himmelfahrt Marias von Statuen der Heiligen Benedikt von Nursia und Bernhard von Clairvaux sowie des Gründerpaares umrahmt wird. Über der Verbindung mit dem Zentralschiff stellt ein Bild aus dem Jahr 1594 die Schlacht bei Las Navas de Tolosa (16. Juli 1212) dar, in der Alfons VIII. kämpfte, ein Werk von Jeronimo und Pedro Ruiz de Camargo.

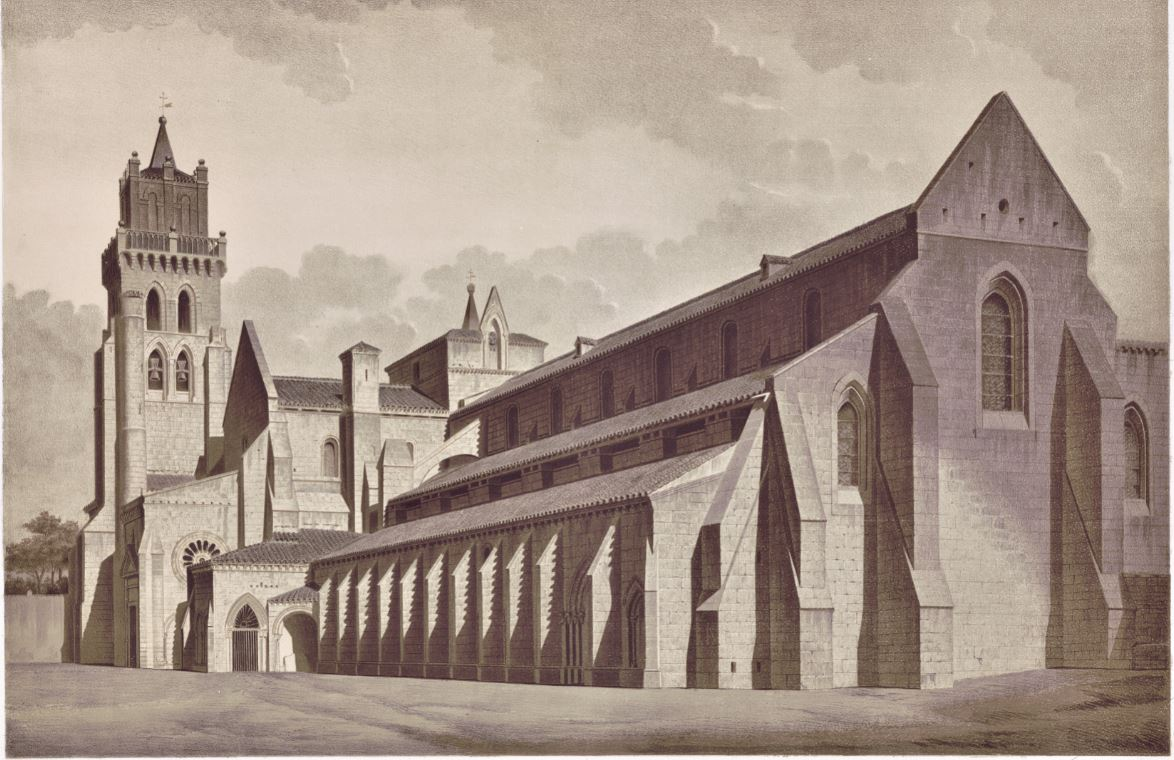
Zeichnung mit ursprünglichem Klosterturm 1859–1880

Von der vergoldeten Kanzel aus getriebenem Eisen (1560) kann der Prediger sich auf beiden Seiten der Abtrennung verständlich machen, sowohl bei den Gläubigen im Querschiff und im Chor, als auch bei den Nonnen, die im Chorgestühl des Längsschiffs saßen.
Das zentrale Kirchenschiff, das von zwei Seitenschiffen begleitet wird (das Katharinen-Schiff im Norden und das Johannes-Schiff im Süden), beherbergt den Doppelsarkophag für Alfons VIII. und Eleonore, die beide im Jahr 1214 starben. Hier sowie an den Seiten fanden auch viele weitere Sarkophage Platz, wie zum Beispiel im Katharinen-Schiff der des Infanten Ferdinand de la Cerda, des Sohnes des Königs Alfons X., der im Jahr 1275 starb.
Vom Johannes-Schiff aus, in dem sich der Sarkophag der Maria von Aragon befindet, Nonne in Las Huelgas und Tochter des Königs Ferdinand der Katholische (regierte 1474–1516), kann man durch zwei Tore in das gotische Kloster gelangen.

## Kloster San Fernando
Das gotische Kloster San Fernando stammt aus dem 13. bis 15. Jahrhundert. Hier existieren Fragmente von Stuckarbeiten im Mudéjar-Stil in den Galeriegewölben aus den Jahren 1230 bis 1260.

## Das romanische Kloster
Das romanische Kloster stammt – wie die Auferstehungskapelle an seiner Nordostecke im Mudéjar-Stil – aus den Jahren 1180 bis 1190 und befindet sich südlich vom gotischen. Hier verleihen doppelte Säulenreihen mit stilvoll ausgearbeiteten Kapitellen dem Kloster Eleganz. Man durchquert anschließend mehrere Säle des Palastes Alfons’ X. in maurischer Dekoration.

## Kapelle des heiligen Jakobus
Im Osten des Klosters befindet etwas abseits in der Kapelle des heiligen Jakobus eine Stuckdecke aus dem Ende des 13. Jahrhunderts, deren Farbigkeit und Friese erhalten geblieben sind.

## Museum für mittelalterliche Stoffe
Das Museum ist in einem Saal untergebracht, der sich zum Kloster hin öffnet. Die Stoffe und der Putz, die in dem ehemaligen Kornspeicher gezeigt werden, sind Belege für die königliche Kleidung im Kastilien des 13. Jahrhunderts. Die Kleidungsstücke (Tunika, Pelze und Umhänge) wurden in den Gräbern gefunden. Die kostbarsten stammen aus dem Grab Ferdinando de la Cerdas, das von den Soldaten Napoleons im Jahr 1809 nicht geschändet wurde.

## Kapitelsaal
Der Kapitelsaal öffnet sich auf die östliche Galerie und beherbergt den „Pendòn“, eine Trophäe aus der Schlacht bei Las Navas de Tolosa. Er stammt aus dem Zelt von Muhammad an-Nasir, dem besiegten almohadischen Feldherrn.